# Phytocoris roseus
Phytocoris roseus är en insektsart som först beskrevs av Philip Reese Uhler 1894.  Phytocoris roseus ingår i släktet Phytocoris och familjen ängsskinnbaggar. Inga underarter finns listade i Catalogue of Life.